# 蘭蔻取消何韻詩演唱會風波

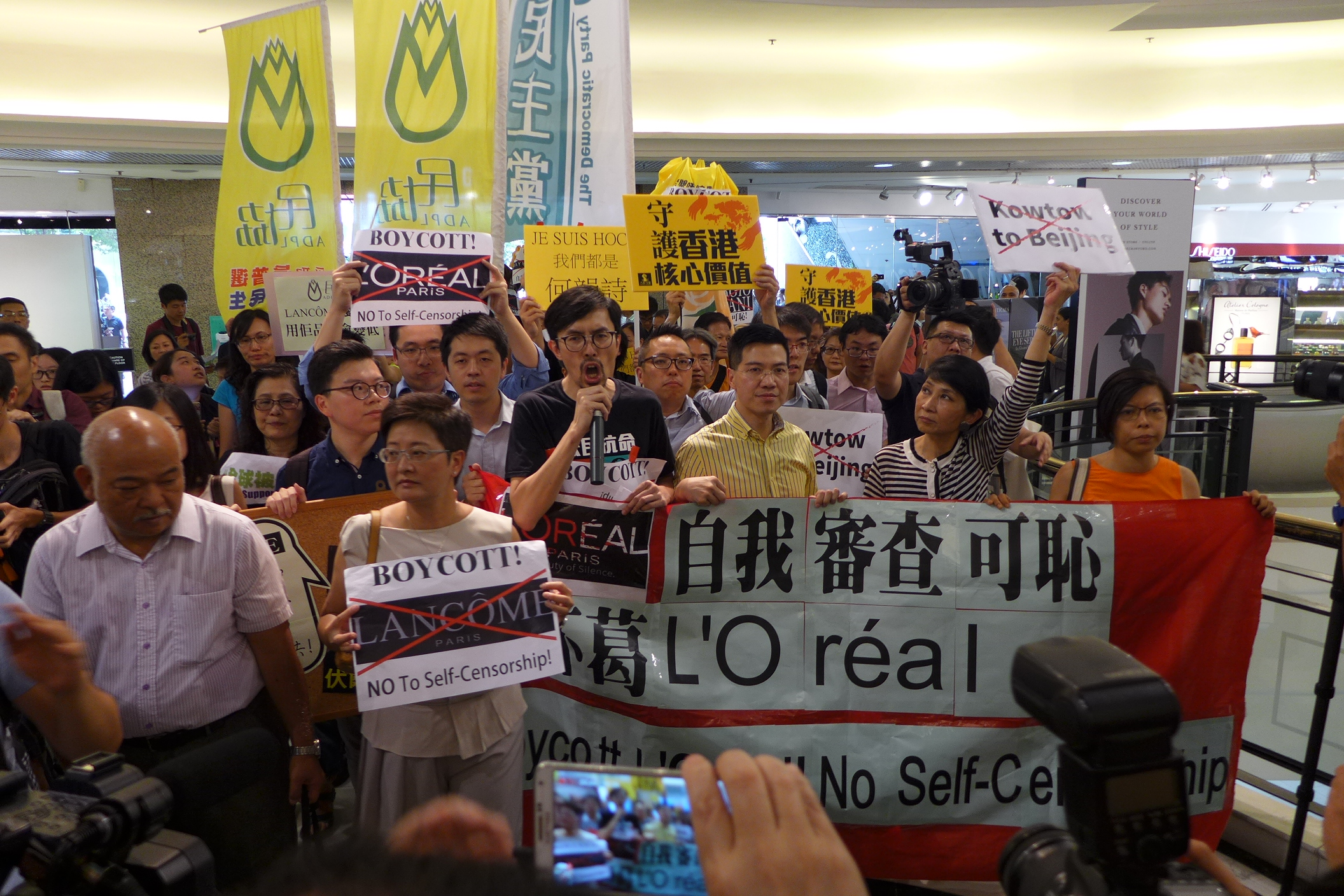
17個政黨組織和民間團體，6月8日到銅鑼灣時代廣場的專櫃示威要求Lancôme道歉

蘭蔻取消何韻詩演唱會風波始於2016年6月上旬。法國護膚品品牌蘭蔻原於5月底公布邀請香港歌手何韻詩合辦小型音樂會。不過受到中國大陸網民及媒體《環球時報》怪責後，急發聲明重申何韻詩並非代言人，其後更單方面取消音樂會。不少香港網民聲稱杯葛蘭蔻，何韻詩本人亦發出嚴正聲明抗議，而部分香港藝人如王菀之和杜汶澤都表態支持何韻詩，結果引來國際媒體關注。

## 起因
香港時間2016年6月4日上午，《環球時報》官方微博發文，稱收到網友的舉報，指出李施德林和蘭蔻找了一名「支持港毒、力挺藏毒頭目」（其中「港毒」及「藏毒」分別意指「港獨」和「藏獨」，與毒品無關）的藝人何韻詩代言其產品，其後多家中国媒體都跟進報道。蘭蔻香港原定在6月18至19日於香港上環普慶坊PoHo區舉辦「 LANCÔME充電體驗週末＠POHO區」活動，其中原定19日下午3時至3時半為歌手何韻詩「清新能量音樂會」環節。
在《環球時報》等國內媒體報道後，翌日下午1時59分蘭蔻香港在其Facebook專頁發出聲明表示何韻詩並非其代言人，晚上10時更表示「鑑於有可能出現的安全因素」取消原定由何韻詩參與的上環普慶坊PoHo音樂會。在其帖文引發公關災難，遭到逾4.8萬個「憤怒」表情，有網民留言表示不會再購買該產品，而部分香港藝人如王菀之和杜汶澤都表態支持何韻詩。6月6日下午2時19分，何韻詩在Facebook出聲明，要求法國總公司萊雅集團交代原因：「此合作本是音樂上的交流，但客戶於無緣無故的情況下，突然單方面終止合作，更於聲明中用詞莫名。以我所理解，這是總公司所下的決定，故此本人在此正式要求Lancôme法國總公司公開交代原因，還本人一個公道以及給公眾一個合理解釋。」向來以輕鬆幽默為主調的網絡媒體毛記電視找來居法港人Sony Chan認真宣讀法文版聲明（片段為中法雙語），全部片段並無搞笑成分，於晚上約7時39分發布。
6月7日中午，香港中間派區議員方國珊拍片將蘭蔻產品倒進馬桶，獲得近3000個「讚好」、「哈哈」和「心心」表情。6月7日晚上8時45分，人民力量於Facebook發文，連同社會民主連線（社民連）、公民黨、工黨、香港眾志、 文化界監察暴力行動組、新民主同盟、民主黨、朱凱迪、民間人權陣線 、社工復興運動、婦女參政網絡，呼籲民眾「罷買全線萊雅產品」，並於6月8日一時起由銅鑼灣遊行至時代廣場連卡佛門市抗議。約晚上9時，萊雅通知在銅鑼灣辦公室上班的員工放假一天，但未有交代原因，估計涉及幾百人，但未知前線的專櫃員工是否需要如常上班。同日（香港時間）上午，法籍學者Béatrice Desgranges從一位居港法國人的推特得知本事件，在網上發起聯署聲援何韻詩。
6月8日，何韻詩BBC訪問出街；蘭蔻香港「LANCÔME充電體驗週末＠POHO區」活動網頁 lancomepoho.com 關閉；政治立場偏向中華人民共和國的香港報刊大公報刊登了兩篇批評何韻詩的文章，一篇載於「點擊香江」專欄（作者陳光南），一篇載於評論版（作者何曉）（蘋果報導）；香港建制派外圍組織正義聯盟黨創黨主席李偲嫣在Facebook發文支持香港蘭蔻產品。同日遊行的公眾人物包括有社民連梁國雄、吳文遠、曾健成、公民黨的毛孟靜、新民主同盟的范國威等，何韻詩本人並無到場。梁國雄代她「傳達幾句話」，而吳文遠則以英文宣讀聲明。毛記電視亦於現場訪問了一位內地自由行旅客對此事件的意見，該旅客表示何韻詩是「港獨人士」，「是不對的」，她「個人的發展離不開中國大陸的發展」，如果有意見應該「循正途反映」，「向有關部門反映」，不應該「用這種形式，達到……不正常的目的」；被問到「向政府反映是否有用」時，他又補充：「合理的、合法的會得到中國人民的支持」，「不合理的訴求……用個人的片面思想否定整個中華民族……是得不到支持的」。據報道，Béatrice Desgranges發起的聯署已在十七小時內獲超過一萬七千名網民聯署。
6月10日，何韻詩表示「從L'Oréal負責人得到的唯一回覆就是，他們會補償此次合作的酬勞。」及呼籲網民參與法籍學者的聯署（至晚上10時聯署人數已破六萬）。建制派范徐麗泰認為本事件「是商業決定」，「無法評論」，「不涉政治」。
6月15日，何韻詩表示將照樣於原定日期地點（即6月19日上環普慶坊）舉行活動，6月16日蘋果日報報道，該區商戶曾收到蘭蔻要求取回訂金，被拒後沒有再次追討。截至6月18日凌晨2時，香港蘭蔻Facebook專頁未有任何更新。